# Tommy Younger
Thomas „Tommy“ Younger (* 10. April 1930 in Edinburgh; † 13. Januar 1984) war ein schottischer Fußballspieler auf der Position eines Torwarts.

## Leben

### Vereinsspieler
Younger begann seine Profikarriere bei seinem Heimatverein Hibernian Edinburgh, bei dem er sich bereits früh zum Stammtorhüter entwickelte und ein großer Rückhalt der erfolgreichen Mannschaft war, die die beiden bislang letzten Meistertitel der Vereinsgeschichte in den Spielzeiten 1950/51 und 1951/52 gewinnen konnte. Darüber hinaus verpassten die Hibs in dieser Epoche zwei weitere Meistertitel nur knapp, als sie 1949/50 mit nur einem Punkt Rückstand und 1952/53 sogar nur aufgrund des schlechteren Torquotienten (1,82 gegenüber 2,05) Vizemeister jeweils hinter den Glasgow Rangers wurden.
1956 wechselte Younger zu dem zu jener Zeit in der zweiten englischen Liga spielenden FC Liverpool, für den er am 18. August 1956 in einem Zweitliga-Heimspiel gegen Huddersfield Town (2:3) debütierte und drei Jahre später, am 25. April 1959, sein letztes Spiel bei Swansea City (3:3) bestritt.
Als Younger vor der Saison 1959/60 von dem jüngeren Bert Slater verdrängt wurde, wechselte er als Spielertrainer zum FC Falkirk. Nach einer schweren Verletzung dachte er, dass seine aktive Laufbahn beendet sei und zog sich zurück. Als er jedoch feststellte, dass die Verletzung nicht so schlimm war wie ursprünglich angenommen, kehrte er ins Tor zurück, wobei er diesmal einen Vertrag beim englischen Klub Stoke City erhielt. Bald darauf ging er zum walisischen Rhyl FC und kurze Zeit später zum frisch gegründeten kanadischen Klub Toronto City, bevor er seine aktive Laufbahn beim englischen Klub Leeds United ausklingen ließ. 

### Nationalspieler
Zwischen 1955 und 1958 war Tommy Younger Stammtorhüter der schottischen Nationalmannschaft und absolvierte insgesamt 24 Länderspiele. Sein Debüt bestritt er am 4. Mai 1955 gegen Portugal (3:0) und seinen letzten Einsatz absolvierte am 11. Juni 1958 bei der WM-Endrunde 1958 gegen Paraguay (2:3).

### Spätere Tätigkeiten
Nach seiner aktiven Laufbahn kehrte Younger im Oktober 1969 zu seinem früheren Verein Hibernian FC zurück und wurde in den Vorstand gewählt, wo er zuletzt als Vizepräsident tätig war. Im Mai 1983 wurde er zum Präsidenten der Scottish Football Association gewählt. Diesen Posten übte er bis zu seinem unerwartet frühen Tod am 13. Januar 1984 im Alter von nur 53 Jahren aus. 

## Erfolge
- Schottischer Meister: 1951, 1952